# Paul-Émile Boutigny

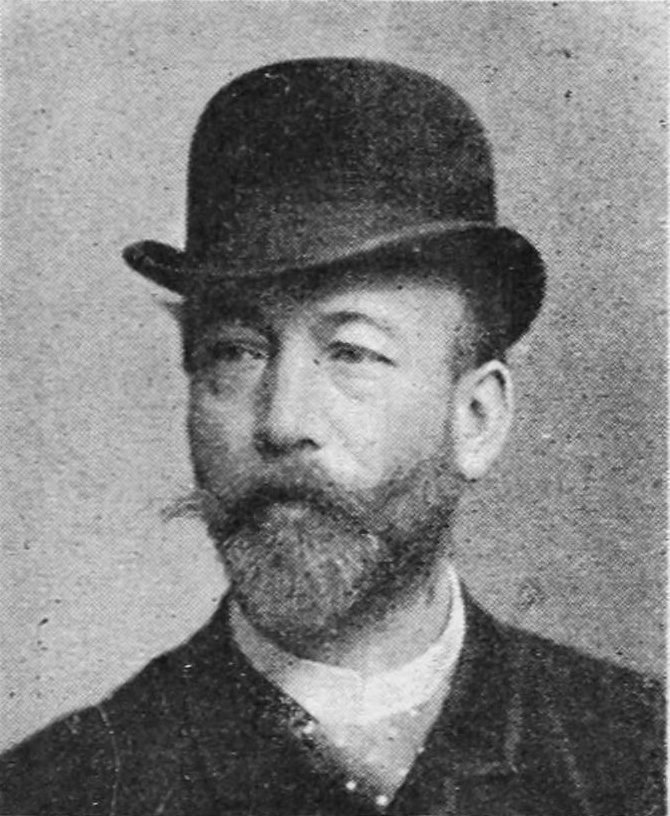
Paul-Émile Boutigny

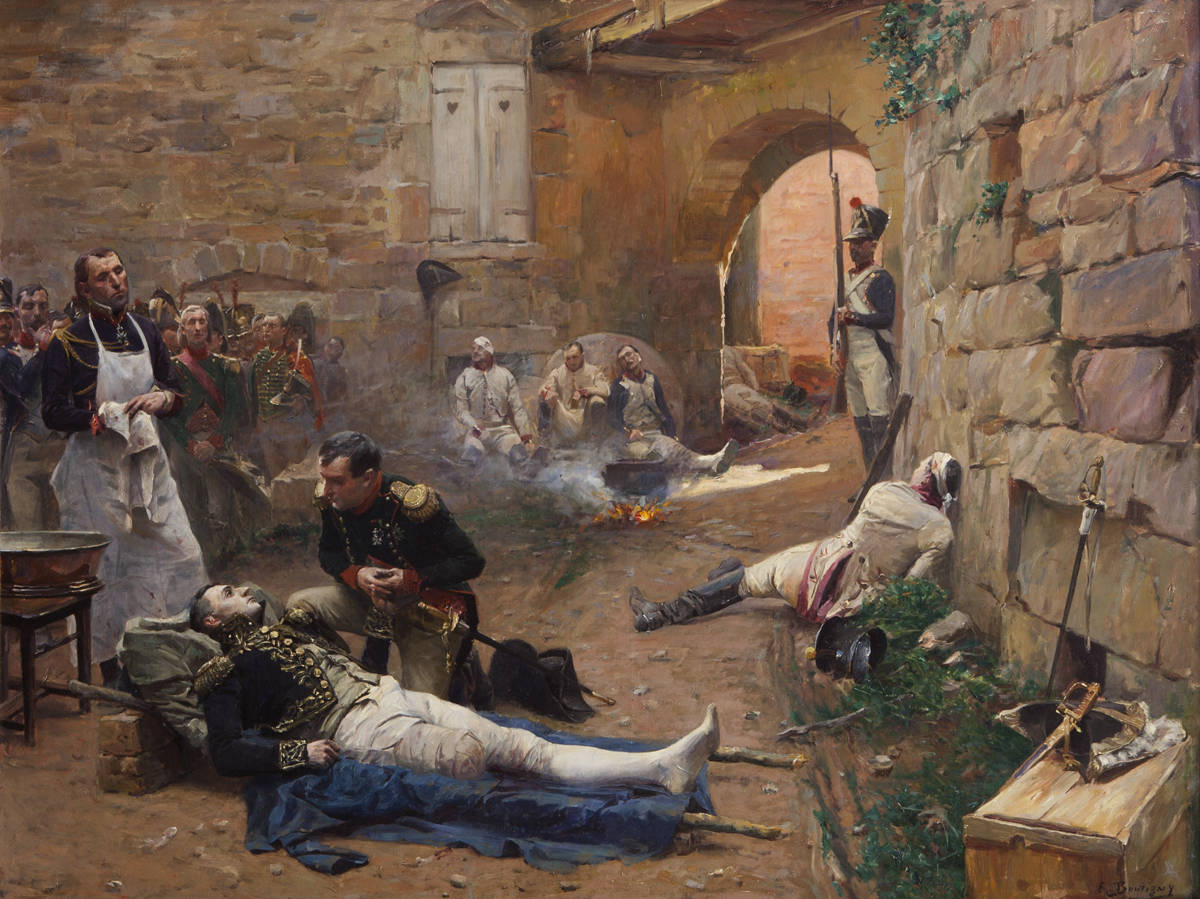
Napoleon et Jean Lannes. 1890

Paul-Émile Boutigny (* 10. März 1853 in Paris; † 27. Juni 1929 ebenda) war ein französischer Maler und Illustrator.

## Leben und Wirken
Boutigny entstammte einer Handwerkerfamilie: sein Vater war Schneider, seine Mutter Näherin.
Nach dem Deutsch-Französischen Krieg besuchte Boutigny die École des Beaux-Arts und war dort meistenteils Schüler von Alexandre Cabanel. Schon bald fand Boutigny in der Schlachtenmalerei zu einem eigenen Stil. Durch seine Lehrer unterstützt, konnte Boutigny ab 1880 regelmäßig an der großen Jahresausstellung des Salon de Paris teilnehmen.
1898 war er an der Gründung der Zeitschrift „Cocorico“ beteiligt und widmedete sich als Illustrator hier voll und ganz dem Art Nouveau (→Jugendstil).
Paul-Émile Boutigny starb am 27. Juni 1929 in Paris und fand dort auch seine letzte Ruhestätte.

## Ehrungen
- 1898 Chevalier der Ehrenlegion

## Werke (Auswahl)
Buchillustrationen
- Théodore Cahu: Hoche, Marceau, Desaix (Les héros de France). SDL, Paris 1900.
- Paul Déroulède: Chant du soldat. Calmann Lévy, Paris 1881.
- Guy de Maupassant: Boule de suif. Calmann Lévy, Paris 1899.
- Émile Zola: L'attaque du moulin. Collection des Dix, Paris 1901 (dt.: Sturm auf die Mühle)

Ölgemälde
- Un épisode de l'affaire de Quiberon. 1881.
- Le Pousse-Café. 1883.
- Boule de Suif. 1884.
- Le 7ème de ligne à l'assaut de Malakoff, mort du capitaine Pagès. 1887.
- Napoleon et Jean Lannes. 1890
- Napoleon Bonaparte – La révolte de Pavie. 1895.
- Bataille d'Essling. 1897
- Henri de La Rochejaquelein au combat de Cholet. 1899.